# Багонка (річка)
Багонка, Багінка — гірська річка в Україні у Калуському районі Івано-Франківської області. Ліва притока річки Свічи (басейн Дністра).

## Опис
Довжина річки приблизно 5,91 км, найкоротша відстань між витоком і гирлом — 5,54  км, коефіцієнт звивистості річки — 1,07 . Формується багатьма безіменними струмками.

## Розташування
Бере початок на південно-східних схилах гори Руська Буковинка (1332,0 м). Тече переважно на північний схід хвойним лісом понад горою Плеша (349,1 м) і на південно-східній стороні від села Мислівка впадає у річку Свічу, праву притоку річки Дністра.

## Цікаві факти
- На річці біля гирла існує водоспад Правич[4].